# Sử Tương Vân
Sử Tương Vân (tiếng Trung: 史湘雲; bính âm: Shǐ Xiāngyún) là nhân vật hư cấu trong tiểu thuyết Hồng Lâu Mộng của tác giả Tào Tuyết Cần. Trong tiểu thuyết, nàng là tiểu thư Sử gia - một trong tứ đại gia đất Kim Lăng (Nam Kinh, Trung Quốc), và là cô cháu yêu của Sử Thái Quân (tức Giả Mẫu - Bà nội của Giả Bảo Ngọc). Nàng là một trong Kim lăng thập nhị thoa chính sách.

## Cuộc đời
Sử Tương Vân tuy xuất thân là tiểu thư Sử gia – một trong tứ đại gia tộc đất Kim Lăng, nhưng do mồ côi từ nhỏ nên nàng được người chú là Trung Tĩnh hầu Sử Đỉnh nuôi dưỡng, mà thím đối xử với nàng rất khắc nghiệt, thường bắt nàng làm lụng, khâu may thêu thùa phụ đến tận canh 3 (từ 23h – 1h sáng). Thân thế của Tương Vân khá giống Lâm Đại Ngọc, nhưng nàng không có tinh thần phản nghịch như Đại Ngọc mà lại bị ảnh hưởng nhất định từ Bảo Thoa. Tương Vân luôn lạc quan, vui tươi, trong sáng, đặc biệt lại có tính tình hào sảng, cương trực và cũng rất vị tha, nhân hậu. Tương Vân cũng là một vị tiểu thư tài sắc song toàn. Tuy dung mạo vô cùng xinh đẹp nhưng nàng thường thích vận y phục nam nhi nên trông càng linh hoạt đáng yêu. Nàng cũng thích uống rượu, ăn thịt, nói năng tự nhiên như một tu mi nam tử, thậm chí còn dám uống say rồi ngủ trên tảng đá trong vườn. Nàng và Bảo Ngọc cũng được xem là bạn tốt, có lúc cả 2 rất thân mật, có khi lại nổi nóng với nhau, nhưng nàng trong sáng vô tư nên chưa bao giờ vướng bận nhi nữ thường tình trong lòng.
Tương Vân cũng là một vị tiểu thư khuê các tài sắc song toàn. Nàng không những thông tuệ khác thường, đọc rộng hiểu nhiều mà tài thơ phú, ứng khẩu cũng không thua kém Đại Ngọc, Bảo Thoa. Giả mẫu rất thích Tương Vân nên thường đón nàng sang Vinh Quốc phủ vui chơi, trò chuyện cùng đám quần thoa và Bảo Ngọc. Tuy đôi khi quá bộc trực, ứng xử không khéo léo nhưng từ trên xuống dưới, ai cũng mến thích nàng vì sự trong sáng, hài hước, hòa đồng, hay giúp đỡ người khác...
Tương Vân có đôi chút nam tính nhưng cũng có những lúc vô cùng tình tứ, lãng mạn như cảnh say rượu ngủ bên hoa thược dược - một trong những hình ảnh thi vị nhất trong Hồng lâu mộng, lúc cùng Đại Ngọc nối thơ ở Ao tinh quán... Khi rút thẻ hoa ở hồi 63, Tương Vân rút được thẻ hoa hải đường nên được gọi là đóa hải đường của Giả phủ.
Tương Vân cười, xoa tay xắn áo rút ra một cái thẻ. Mọi người xem, thấy cành hải đường, có đề bốn chữ "Mộng thơm say tít". Mặt sau có đề một câu thơ: "Chỉ sợ đêm khuya hoa ngủ mất".

Trong kết thúc của Cao Ngạc, kết cục của Tương Vân cũng bi sầu như các chị em của mình, nàng cuối cùng lấy Vệ Nhược Lan, một công tử tài mạo song toàn nhưng sức khỏe ốm yếu nên được mấy tháng thì qua đời vì bệnh lao, từ đó nàng quyết định thủ tiết trọn đời.

### Chính sách đề vịnh chi tứ
| 正冊題詠之四 富貴又何為？ 襁褓之間父母違； 轉眼弔斜暉， 湘江水逝楚雲飛。 | Chính sách đề vịnh chi tứ Phú quý hựu hà vi ? Cưỡng bảo chi gian phụ mẫu vi; Chuyển nhãn điếu tà huy, Tương giang thủy thệ Sở vân phi | Đề chính sách bài 4 (Dịch: nhóm Vũ Bội Hoàng) Giàu sang cũng thế thôi. Từ bé mẹ cha bỏ đi rồi. Nhìn bóng chiều ngậm ngùi, Sông Tương nước chảy mây Sở trôi |

### Hồng lâu mộng khúc
| 樂中悲 襁褓中，父母嘆雙亡。 縱居那綺羅叢，誰知嬌養？ 幸生來，英豪闊大寬宏量， 從未將兒女私情，略縈心上。 好一似，霽月光風。 耀玉堂。 廝配得才貌仙郎， 博得個地久天長。 准折得幼年時坎坷形狀。 終久是雲散高唐，水涸湘江： 這是塵寰中消長數應當， 何必枉悲傷？ | Lạc trung bi Cưỡng bảo trung, phụ mẫu thán song vong. Tung cư na ỷ la tùng, thuỳ tri kiều dưỡng? Hạnh sinh lai, anh hào khoát đại khoan hoành lượng, Tòng vị tướng nhi nữ tư tình, lược oanh tâm thượng. Hảo nhất tự, tễ nguyệt quang phong. Diệu ngọc đường. Tư phối đắc tài mạo tiên lang, Bác đắc cá địa cửu thiên trường. Chuẩn chiết đắc ấu niên thời khảm khả hình trạng. Chung cửu thị vân tán cao đường, thủy hạc Tương giang: Giá thị trần hoàn trung tiêu trường sổ ưng đương, Hà tất uổng bi thương? | Buồn trong cảnh vui (Dịch: nhóm Vũ Bội Hoàng) Mồ côi từ lúc lọt lòng Dù nơi khuê các chớ hòng ai thương Anh hào được tính hiên ngang Tình riêng nhi nữ chưa vương vít lòng Thân này trăng sáng gió trong Chàng tiên mong được sánh cùng lứa đôi Những mong trời đất lâu dài Bõ khi trẻ dại gặp thời gian nan Ngờ đâu nước cạn, mây tan Tương giang lạnh ngắt, cao đường vắng tanh Trần hoàn may rủi đã đành Việc gì khóc quẩn lo quanh bận lòng ? |

## Trên màn ảnh
- Quách Tiêu Trân thủ vai Sử Tương Vân trong Hồng Lâu Mộng (phim truyền hình 1987), đạo diễn Vương Phù Lâm